# Shigeo Nakata
Shigeo Nakata (n. 16 octombrie 1945, Asahikawa, Japonia) este un luptător ce a reprezentat Japonia, medaliat olimpic. A participat la o ediție a Jocurilor Olimpice (1968) în care a câștigat o medalie de aur.